# Jack Coughlin
Jack Coughlin, ameriški marinski podčastnik in ostrostrelec irskega rodu, * 12. januar 1966, Waltham, Massaschusetts.

## Življenjepis
Leta 1985 je vstopil v Korpus mornariške pehote Združenih držav Amerike. Osnovno urjenje je opravil na Parris Islandu, nato pa je bil izbran za Scout/Sniper School. Tu se je izuril za izvidnika/ostrostrelca, a sem se je smatral bolj za ostrostrelca kot za izvidnika.
Sodeloval je v številnih vojaških operacijah v 80. in 90. letih 20. stoletja ter v začetku 21. stoletja.
V času svojega služenja je oblikoval nov koncept ostrostrelskega bojevanja, ki ga je poimenoval Mobile Sniper Strike Team.
Ob upokojitvi maja 2005 je imel potrjenih več kot 60 sovražnikov (od tega 38 med operacijo Iraška svoboda), kar ga je uvrstilo v sam vrh najboljših aktivnih ostrostrelcev v celotnih Oboroženih silah ZDA.

## Odlikovanja
- Navy-Marine Corps Commendation Medal (1993)

## Dela
- avtobiografija Shooter: The Autobiography of the Top-Ranked Marine Sniper (ISBN 0-312-33685-3)